# Europese kampioenschappen beachvolleybal 2025 (vrouwen)
Het vrouwentoernooi van de Europese kampioenschappen beachvolleybal 2025 in Düsseldorf vond plaats van 30 juli tot en met 3 augustus. Het Oekraïense duo Maryna Hladoen en Tetjana Lazarenko werd Europees kampioen door het Franse tweetal Clémence Vieira en Aline Chamereau in drie sets te verslaan. Het brons ging naar de titelverdedigers Svenja Müller en Cinja Tillmann die in de troostfinale in twee sets te sterk waren voor Daniela Álvarez en Tania Moreno uit Spanje.

## Groepsfase
|  | Direct naar laatste 16 |
|  | Naar tussenronde       |

### Groep A
| # | Ploeg                        | Punten | Wedstrijden | Wedstrijden | Sets | Sets | Sets  | Spelpunten | Spelpunten | Spelpunten |
| # | Ploeg                        | Punten | W           | V           | W    | V    | Ratio | W          | V          | Ratio      |
| - | ---------------------------- | ------ | ----------- | ----------- | ---- | ---- | ----- | ---------- | ---------- | ---------- |
| 1 | Gottardi / Orsi Toth         | 4      | 2           | 0           | 4    | 0    | MAX   | 84         | 60         | 1,400      |
| 2 | Neuschaeferová / Štochlová   | 3      | 1           | 1           | 2    | 2    | 1,000 | 70         | 80         | 0,875      |
| 3 | Davidova / Chmil             | 3      | 1           | 1           | 2    | 2    | 1,000 | 80         | 72         | 1,111      |
| 4 | Dumbauskaitė / Grudzinskaitė | 2      | 0           | 2           | 0    | 4    | 0,000 | 62         | 84         | 0,738      |

| Datum   |                              | Score |                              | Set 1   | Set 2   | Set 3 |
| ------- | ---------------------------- | ----- | ---------------------------- | ------- | ------- | ----- |
| 30 juli | Gottardi / Orsi Toth         | 2 – 0 | Dumbauskaitė / Grudzinskaitė | 21 – 17 | 21 – 16 |       |
| 30 juli | Neuschaeferová / Štochlová   | 2 – 0 | Davidova / Chmil             | 21 – 18 | 22 – 20 |       |
| 30 juli | Dumbauskaitė / Grudzinskaitė | 0 – 2 | Davidova / Chmil             | 10 – 21 | 19 – 21 |       |
| 31 juli | Gottardi / Orsi Toth         | 2 – 0 | Neuschaeferová / Štochlová   | 21 – 10 | 21 – 17 |       |

### Groep B
| # | Ploeg                | Punten | Wedstrijden | Wedstrijden | Sets | Sets | Sets  | Spelpunten | Spelpunten | Spelpunten |
| # | Ploeg                | Punten | W           | V           | W    | V    | Ratio | W          | V          | Ratio      |
| - | -------------------- | ------ | ----------- | ----------- | ---- | ---- | ----- | ---------- | ---------- | ---------- |
| 1 | Klinger / Klinger    | 4      | 2           | 0           | 4    | 0    | MAX   | 84         | 55         | 1,527      |
| 2 | Serdjoek / Romanjoek | 3      | 1           | 1           | 2    | 3    | 1,667 | 87         | 99         | 0,879      |
| 3 | Van Driel / Bekhuis  | 3      | 1           | 1           | 3    | 2    | 1,500 | 99         | 93         | 1,065      |
| 4 | Christ / Reformat    | 2      | 0           | 2           | 0    | 4    | 0,000 | 61         | 84         | 0,726      |

| Datum   |                     | Score |                      | Set 1   | Set 2   | Set 3   |
| ------- | ------------------- | ----- | -------------------- | ------- | ------- | ------- |
| 30 juli | Klinger / Klinger   | 2 – 0 | Christ / Reformat    | 21 – 16 | 21 – 11 |         |
| 30 juli | Van Driel / Bekhuis | 1 – 2 | Serdjoek / Romanjoek | 21 – 19 | 21 – 23 | 15 – 17 |
| 30 juli | Christ / Reformat   | 0 – 2 | Van Driel / Bekhuis  | 17 – 21 | 17 – 21 |         |
| 31 juli | Klinger / Klinger   | 2 – 0 | Serdjoek / Romanjoek | 21 – 18 | 21 – 10 |         |

### Groep C
| # | Ploeg                     | Punten | Wedstrijden | Wedstrijden | Sets | Sets | Sets  | Spelpunten | Spelpunten | Spelpunten |
| # | Ploeg                     | Punten | W           | V           | W    | V    | Ratio | W          | V          | Ratio      |
| - | ------------------------- | ------ | ----------- | ----------- | ---- | ---- | ----- | ---------- | ---------- | ---------- |
| 1 | Vergé-Dépré / Vergé-Dépré | 4      | 2           | 0           | 4    | 1    | 4,000 | 106        | 89         | 1,191      |
| 2 | Ittlinger / Grüne         | 3      | 1           | 1           | 3    | 2    | 1,500 | 94         | 94         | 1,000      |
| 3 | Konink / Schoon           | 3      | 1           | 1           | 2    | 2    | 1,000 | 78         | 64         | 1,219      |
| 4 | Radelczuk / Okla          | 2      | 0           | 2           | 0    | 4    | 0,000 | 59         | 90         | 0,656      |

| Datum   |                           | Score |                   | Set 1   | Set 2   | Set 3   |
| ------- | ------------------------- | ----- | ----------------- | ------- | ------- | ------- |
| 30 juli | Vergé-Dépré / Vergé-Dépré | 2 – 0 | Radelczuk / Okla  | 21 – 12 | 27 – 25 |         |
| 30 juli | Ittlinger / Grüne         | 2 – 0 | Konink / Schoon   | 21 – 18 | 21 – 18 |         |
| 30 juli | Radelczuk / Okla          | 0 – 2 | Konink / Schoon   | 11 – 21 | 11 – 21 |         |
| 31 juli | Vergé-Dépré / Vergé-Dépré | 2 – 1 | Ittlinger / Grüne | 21 – 18 | 22 – 24 | 15 – 10 |

### Groep D
| # | Ploeg                | Punten | Wedstrijden | Wedstrijden | Sets | Sets | Sets  | Spelpunten | Spelpunten | Spelpunten |
| # | Ploeg                | Punten | W           | V           | W    | V    | Ratio | W          | V          | Ratio      |
| - | -------------------- | ------ | ----------- | ----------- | ---- | ---- | ----- | ---------- | ---------- | ---------- |
| 1 | Graudina / Samoilova | 4      | 2           | 0           | 4    | 1    | 4,000 | 96         | 78         | 1,218      |
| 2 | Hüberli / Kernen     | 3      | 1           | 1           | 2    | 2    | 1,000 | 73         | 65         | 1,123      |
| 3 | Izuzquiza / González | 3      | 1           | 1           | 3    | 2    | 1,500 | 89         | 81         | 1,099      |
| 4 | Hollas / Remmelg     | 2      | 0           | 2           | 0    | 4    | 0,000 | 51         | 84         | 0,607      |

| Datum   |                      | Score |                      | Set 1   | Set 2   | Set 3   |
| ------- | -------------------- | ----- | -------------------- | ------- | ------- | ------- |
| 30 juli | Hüberli / Kernen     | 2 – 0 | Hollas / Remmelg     | 21 – 14 | 21 – 9  |         |
| 30 juli | Graudina / Samoilova | 2 – 1 | Izuzquiza / González | 16 – 21 | 21 – 12 | 16 – 14 |
| 30 juli | Hollas / Remmelg     | 0 – 2 | Izuzquiza/ González  | 13 – 21 | 15 – 21 |         |
| 31 juli | Hüberli / Kernen     | 0 – 2 | Graudina / Samoilova | 19 – 21 | 12 – 21 |         |

### Groep E
| # | Ploeg                  | Punten | Wedstrijden | Wedstrijden | Sets | Sets | Sets  | Spelpunten | Spelpunten | Spelpunten |
| # | Ploeg                  | Punten | W           | V           | W    | V    | Ratio | W          | V          | Ratio      |
| - | ---------------------- | ------ | ----------- | ----------- | ---- | ---- | ----- | ---------- | ---------- | ---------- |
| 1 | Vieira / Chamereau     | 4      | 2           | 0           | 4    | 1    | 4,000 | 97         | 77         | 1,260      |
| 2 | Bock / Lippmann        | 3      | 1           | 1           | 3    | 2    | 1,500 | 85         | 78         | 1,090      |
| 3 | Raupelytė / Paulikienė | 3      | 1           | 1           | 2    | 2    | 1,000 | 65         | 69         | 0,942      |
| 4 | Pavelková / Pavelková  | 2      | 0           | 2           | 0    | 4    | 0,000 | 61         | 84         | 0,726      |

| Datum   |                        | Score |                        | Set 1   | Set 2   | Set 3   |
| ------- | ---------------------- | ----- | ---------------------- | ------- | ------- | ------- |
| 30 juli | Vieira / Chamereau     | 2 – 0 | Pavelková / Pavelková  | 21 – 16 | 21 – 18 |         |
| 30 juli | Raupelytė / Paulikienė | 0 – 2 | Bock / Lippmann        | 7 – 21  | 16 – 21 |         |
| 30 juli | Pavelková / Pavelková  | 0 – 2 | Raupelytė / Paulikienė | 11 – 21 | 16 – 21 |         |
| 31 juli | Vieira / Chamereau     | 2 – 1 | Bock / Lippmann        | 21 – 12 | 19 – 21 | 15 – 10 |

### Groep F
| # | Ploeg              | Punten | Wedstrijden | Wedstrijden | Sets | Sets | Sets  | Spelpunten | Spelpunten | Spelpunten |
| # | Ploeg              | Punten | W           | V           | W    | V    | Ratio | W          | V          | Ratio      |
| - | ------------------ | ------ | ----------- | ----------- | ---- | ---- | ----- | ---------- | ---------- | ---------- |
| 1 | Álvarez / Moreno   | 4      | 2           | 0           | 4    | 1    | 4,000 | 94         | 85         | 1,106      |
| 2 | Schieder / Borger  | 3      | 1           | 1           | 3    | 3    | 1,000 | 108        | 97         | 1,113      |
| 3 | Scampoli / Bianchi | 3      | 1           | 1           | 3    | 2    | 1,500 | 87         | 86         | 1,012      |
| 4 | Sinisalo / Lahti   | 2      | 0           | 2           | 0    | 4    | 0,000 | 63         | 84         | 0,750      |

| Datum   |                    | Score |                   | Set 1   | Set 2   | Set 3   |
| ------- | ------------------ | ----- | ----------------- | ------- | ------- | ------- |
| 30 juli | Scampoli / Bianchi | 1 – 2 | Schieder / Borger | 21 – 19 | 15 – 21 | 9 – 15  |
| 30 juli | Sinisalo / Lahti   | 0 – 2 | Álvarez / Moreno  | 18 – 21 | 14 – 21 |         |
| 30 juli | Scampoli / Bianchi | 2 – 0 | Sinisalo / Lahti  | 21 – 17 | 21 – 14 |         |
| 31 juli | Schieder / Borger  | 1 – 2 | Álvarez / Moreno  | 21 – 15 | 18 – 21 | 14 – 16 |

### Groep G
| # | Ploeg                | Punten | Wedstrijden | Wedstrijden | Sets | Sets | Sets  | Spelpunten | Spelpunten | Spelpunten |
| # | Ploeg                | Punten | W           | V           | W    | V    | Ratio | W          | V          | Ratio      |
| - | -------------------- | ------ | ----------- | ----------- | ---- | ---- | ----- | ---------- | ---------- | ---------- |
| 1 | Hladoen / Lazarenko  | 4      | 2           | 0           | 4    | 1    | 4,000 | 95         | 80         | 1,188      |
| 2 | Placette / Richard   | 3      | 1           | 1           | 3    | 2    | 1,500 | 92         | 82         | 1,122      |
| 3 | Sonneville / Piersma | 3      | 1           | 1           | 2    | 2    | 1,000 | 73         | 76         | 0,961      |
| 4 | Uhl / Schürholz      | 2      | 0           | 2           | 0    | 4    | 0,000 | 64         | 86         | 0,744      |

| Datum   |                     | Score |                      | Set 1   | Set 2   | Set 3   |
| ------- | ------------------- | ----- | -------------------- | ------- | ------- | ------- |
| 30 juli | Hladoen / Lazarenko | 2 – 0 | Uhl / Schürholz      | 23 – 21 | 21 – 9  |         |
| 30 juli | Placette / Richard  | 2 – 0 | Sonneville / Piersma | 21 – 18 | 21 – 13 |         |
| 30 juli | Uhl / Schürholz     | 0 – 2 | Sonneville / Piersma | 18 – 21 | 16 – 21 |         |
| 31 juli | Hladoen / Lazarenko | 2 – 1 | Placette / Richard   | 21 – 19 | 15 – 21 | 15 – 10 |

### Groep H
| # | Ploeg                   | Punten | Wedstrijden | Wedstrijden | Sets | Sets | Sets  | Spelpunten | Spelpunten | Spelpunten |
| # | Ploeg                   | Punten | W           | V           | W    | V    | Ratio | W          | V          | Ratio      |
| - | ----------------------- | ------ | ----------- | ----------- | ---- | ---- | ----- | ---------- | ---------- | ---------- |
| 1 | Müller / Tillmann       | 4      | 2           | 0           | 4    | 0    | MAX   | 86         | 60         | 1,433      |
| 2 | Ciężkowska / Łunio      | 3      | 1           | 1           | 2    | 2    | 1,000 | 79         | 82         | 0,963      |
| 3 | Kvedaraitė / Kovalskaja | 3      | 1           | 1           | 2    | 3    | 0,667 | 94         | 82         | 1,146      |
| 4 | Carro / Carro           | 2      | 0           | 2           | 1    | 4    | 0,250 | 63         | 98         | 0,643      |

| Datum   |                    | Score |                         | Set 1   | Set 2   | Set 3  |
| ------- | ------------------ | ----- | ----------------------- | ------- | ------- | ------ |
| 30 juli | Müller / Tillmann  | 2 – 0 | Carro / Carro           | 21 – 10 | 21 – 13 |        |
| 30 juli | Ciężkowska / Łunio | 2 – 0 | Kvedaraitė / Kovalskaja | 21 – 19 | 21 – 19 |        |
| 30 juli | Carro / Carro      | 1 – 2 | Kvedaraitė / Kovalskaja | 12 – 21 | 22 – 20 | 6 – 15 |
| 31 juli | Müller / Tillmann  | 2 – 0 | Ciężkowska / Łunio      | 21 – 16 | 23 – 21 |        |

## Knockoutfase

### Tussenronde
| Datum   |                         | Score |                            | Set 1   | Set 2   | Set 3   |
| ------- | ----------------------- | ----- | -------------------------- | ------- | ------- | ------- |
| 31 juli | Izuzquiza/ González     | 0 – 2 | Ittlinger / Grüne          | 17 – 21 | 17 – 21 |         |
| 31 juli | Schieder / Borger       | 2 – 0 | Raupelytė / Paulikienė     | 21 – 11 | 21 – 19 |         |
| 31 juli | Kvedaraitė / Kovalskaja | 2 – 1 | Placette / Richard         | 21 – 19 | 14 – 21 | 15 – 11 |
| 31 juli | Serdjoek / Romanjoek    | 1 – 2 | Davidova / Chmil           | 11 – 21 | 21 – 12 | 8 – 15  |
| 31 juli | Van Driel / Bekhuis     | 2 – 1 | Neuschaeferová / Štochlová | 21 – 16 | 11 – 21 | 15 – 9  |
| 31 juli | Ciężkowska / Łunio      | 2 – 1 | Sonneville / Piersma       | 17 – 21 | 21 – 15 | 15 – 5  |
| 31 juli | Scampoli / Bianchi      | 0 – 2 | Bock / Lippmann            | 17 – 21 | 15 – 21 |         |
| 31 juli | Hüberli / Kernen        | 0 – 2 | Konink / Schoon            | 12 – 21 | 19 – 21 |         |

### Eindronde
| Achtste finale | Achtste finale            | Achtste finale | Achtste finale | Achtste finale |  |    | Kwartfinale          | Kwartfinale               | Kwartfinale | Kwartfinale | Kwartfinale |  |  | Halve finale | Halve finale        | Halve finale | Halve finale | Halve finale |  |              | Finale            | Finale              | Finale       | Finale       | Finale |
|                |                           |                |                |                |  |    |                      |                           |             |             |             |  |  |              |                     |              |              |              |  |              |                   |                     |              |              |        |
| 1              | Gottardi / Orsi Toth      | 16             | 21             | 15             |  |    |                      |                           |             |             |             |  |  |              |                     |              |              |              |  |              |                   |                     |              |              |        |
| 14             | Ittlinger / Grüne         | 21             | 19             | 12             |  |    | 1                    | Gottardi / Orsi Toth      | 15          | 21          | 9           |  |  |              |                     |              |              |              |  |              |                   |                     |              |              |        |
| 8              | Müller / Tillmann         | 21             | 21             |                |  | 8  | Müller / Tillmann    | 21                        | 16          | 15          |             |  |  |              |                     |              |              |              |  |              |                   |                     |              |              |        |
| 27             | Schieder / Borger         | 15             | 14             |                |  |    |                      |                           |             |             |             |  |  | 8            | Müller / Tillmann   | 13           | 16           |              |  |              |                   |                     |              |              |        |
| 5              | Vieira / Chamereau        | 21             | 21             |                |  |    |                      |                           |             |             |             |  |  | 5            | Vieira / Chamereau  | 21           | 21           |              |  |              |                   |                     |              |              |        |
| 24             | Kvedaraitė / Kovalskaja   | 18             | 17             |                |  |    | 5                    | Vieira / Chamereau        | 23          | 21          |             |  |  |              |                     |              |              |              |  |              |                   |                     |              |              |        |
| 13             | Graudina / Samoilova      | 27             | 15             | 20             |  | 13 | Graudina / Samoilova | 21                        | 14          |             |             |  |  |              |                     |              |              |              |  |              |                   |                     |              |              |        |
| 17             | Davidova / Chmil          | 25             | 21             | 18             |  |    |                      |                           |             |             |             |  |  |              |                     |              |              |              |  |              | 5                 | Vieira / Chamereau  | 23           | 18           | 14     |
| 3              | Vergé-Dépré / Vergé-Dépré | 23             | 21             |                |  |    |                      |                           |             |             |             |  |  |              |                     |              |              |              |  |              | 7                 | Hladoen / Lazarenko | 21           | 21           | 15     |
| 15             | Van Driel / Bekhuis       | 21             | 16             |                |  |    | 3                    | Vergé-Dépré / Vergé-Dépré | 21          | 20          | 15          |  |  |              |                     |              |              |              |  |              |                   |                     |              |              |        |
| 22             | Álvarez / Moreno          | 21             | 15             | 15             |  | 22 | Álvarez / Moreno     | 12                        | 22          | 17          |             |  |  |              |                     |              |              |              |  |              |                   |                     |              |              |        |
| 9              | Ciężkowska / Łunio        | 16             | 21             | 8              |  |    |                      |                           |             |             |             |  |  | 22           | Álvarez / Moreno    | 21           | 16           | 11           |  |              |                   |                     |              |              |        |
| 7              | Hladoen / Lazarenko       | 16             | 21             | 15             |  |    |                      |                           |             |             |             |  |  | 7            | Hladoen / Lazarenko | 15           | 21           | 15           |  |              |                   |                     |              |              |        |
| 21             | Bock / Lippmann           | 21             | 19             | 10             |  |    | 7                    | Hladoen / Lazarenko       | 21          | 22          |             |  |  |              |                     |              |              |              |  | Troostfinale | Troostfinale      | Troostfinale        | Troostfinale | Troostfinale |        |
| 2              | Klinger / Klinger         | 23             | 21             | 12             |  | 19 | Konink / Schoon      | 18                        | 20          |             |             |  |  |              |                     |              |              |              |  | 8            | Müller / Tillmann | 21                  | 21           |              |        |
| 19             | Konink / Schoon           | 21             | 23             | 15             |  |    |                      |                           |             |             |             |  |  |              |                     |              |              |              |  |              | 22                | Álvarez / Moreno    | 18           | 19           |        |